# 国鉄ホキ2000形貨車
国鉄ホキ2000形貨車（こくてつホキ2000がたかしゃ）は、かつて日本国有鉄道（国鉄）に在籍したホッパ車である。

## 概要
本形式は、汎用65 t 積の国鉄貨車である。積載荷重65 t というサイズは、日本のホッパ車の中で最大のものであった。
1963年（昭和38年）に汽車製造東京支店にて2両（ホキ2000, ホキ2001）が製作された。

## 開発の経緯
当時、石灰石は国鉄の主要貨物の一つとされ、貨車の大形化による輸送力増強などの効果が望まれた。しかし、客貨車は『国有鉄道建設規定』第61条により「軸重は、停止中において13 t を標準とし、14 t 以下。連結面間長さ当たり重量（t/m）平均5 t 以下。」とされていた。
この当時の石灰石用ホッパ車はボギー式石炭車の改造が多く、石炭車に適用されていた第62条の「運転区間が制限されている車両の特例」を受けることで超過が認められていたが、1960年に完全新規設計の大型ホッパ車ホキ500（後のホキ2900）形を開発時に運転区間制限を受けない設計にしたところ、石灰石自体の比重（0.69 m3 /t）の関係でワラ1形のように車体を前後や高さ方向に拡大しても、車両容積の増加以上に荷重を増やすことができず、加えて、有効長の増大による制限と大形化による自重の増加で輸送効率は改善できなかった（後述の諸元比較表参照）。
そこで、運用区間の制限を受けてでも大形化した場合、どこまで可能であるかを調査した結果、乙線以上の線路等級であれば軸重15 t、車長当たり6 tまでが許容可能であるため、62条を適用して最初から運用区間を限定し、かつ積載量のわりに軽量化を図ることで積載荷重を最大限まで増大させることが検討された。
昭和30年後半当時の石灰石輸送用貨車諸元比較
| 形式                | 荷重（t） | 自重（t） | 車長（m） | 荷重/自重 | 荷重/車長 |
| ------------------- | --------- | --------- | --------- | --------- | --------- |
| トラ45000           | 17        | 8.7       | 8.01      | 1.95      | 2.12      |
| トキ15000           | 35        | 16.7      | 13.8      | 2.10      | 2.54      |
| セキ3000            | 30        | 15.0      | 8.75      | 2.0       | 3.43      |
| ホキ4200            | 30        | 13.9      | 8.75      | 2.16      | 3.43      |
| ホキ500（ホキ2900） | 50        | 23.5      | 14.8      | 2.13      | 3.38      |
| ホキ2000            | 65        | 22        | 14.5      | 2.96      | 4.48      |

全長20 m・1,000 t列車を牽引できる機関車における各形式の単機と重連での連結両数上限
| 形式                | 単機連結数上限（両） | 単機輸送力（t） | 重連連結数上限（両） | 重連輸送力（t） |
| ------------------- | -------------------- | --------------- | -------------------- | --------------- |
| トラ45000           | 38                   | 646             | 48                   | 816             |
| トキ15000           | 19                   | 665             | 27                   | 945             |
| セキ3000            | 22                   | 660             | 44                   | 1,320           |
| ホキ4200            | 22                   | 660             | 44                   | 1,320           |
| ホキ500（ホキ2900） | 13                   | 650             | 26                   | 1,350           |
| ホキ2000            | 11                   | 715             | 23                   | 1,495           |

（「65t積石灰石専用ホッパ車の開発」p.19表-3「石灰石輸送用貨車諸元比較表」より抜粋。）

## 構造
車体塗色は黒で、全長は14,500 mm、全幅は2,720 mm、全高は2,825 mm、実容積は44.8 m3、満載時には自重と合わせ約87 t となり、換算両数は積車8.5、空車2.2である。
全長は本形式に先立つ3年前に試作された3軸ボギー貨車ホキ500形より若干短縮された反面、荷重は増加している。
車体は、普通鋼による全溶接構造であり、ホキ500で採用された限界一杯まで拡大された車体断面寸法をベースに、容積増大分だけ車高を高くしている。台枠は軽量化のため、中はりに高張力鋼板を用いた厚さ6mm のΠ形プレス鋼板を用いた。このほか、ホッパーの底部のΛ形床板受を溶接からプレス鋼板としたことなどにより、台枠全体でホキ500形比約500 kgの軽量化を達成している。
台車は、ホキ500形で採用された3軸台車のTR78が、2軸台車のTR41比で1.9倍の重量を占め、自重増の大きな要因となっていたことから、3軸ボギー台車2台に代わり、TR41と同構造の鋳鉄製2軸台車3組を用いた2-2-2の配置とした。貨車にこの軸配置を採用するのは当時世界でも例がないとされ、この特異な軸配置のため中央台車と両端台車で力のかかり具合が違うためばねの調整に苦労したという。また、ブレーキは中間台車のみ、横動量が大きいことから、特殊制輪子を用いたブレーキはりにシリンダーを直接取り付けるものとしている。
荷役方式は、ホッパ上部よりの上入れ、側開き式による取出しであった。側扉は台車配置の関係上片側3枚とし、剛性を高め軽量化するため、骨材の両側を薄鋼板で挟んだ構造としている。開閉は、妻面に設置されたハンドルを手動操作することにより、かさ歯歯車、ウォームギアを通じて扉に連結された開閉軸を回転させる、側開き石炭車・ホッパ車に共通の形式であるが、ホキ500形でも試験採用された軸受けへの球軸受採用、車体変形に対応する軸中間への自在接手設置などにより、開閉力を小さくする工夫がなされた。

## 製造後
本形式の製造目的は美祢線重安駅 - 山陽本線周防富田駅（現在の新南陽駅）間の石灰石輸送用であったが、奇しくも落成後にはこの計画がなくなってしまった。
このため転用先を探したが、元来が線路規格乙線以上として開発されたため、適合地が見出せず不調に終わった。積載試験、走行試験実施後は、長期間未使用状態であったと思われる。
1971年（昭和46年）に、2両共廃車になり形式消滅した。